# Neomyia distinctipennis
Neomyia distinctipennis är en tvåvingeart som först beskrevs av John Otterbein Snyder 1951.  Neomyia distinctipennis ingår i släktet Neomyia och familjen husflugor. Inga underarter finns listade i Catalogue of Life.